# 魯德尼亞 (巴拉尼夫卡區)
50°23′28″N 27°45′22″E / 50.39111°N 27.75611°E
魯德尼亞（烏克蘭語：Рудня），是烏克蘭北部的村莊，隸屬日托米爾州的茲維亞赫爾區。該村始建於1765年，面積3.7平方公里，海拔高度206米，2001年人口78，人口密度每平方公里21.08人。